# جيورج هاردينغ
جيورج هاردينغ (بالألمانية: Georg Harding) (30 أغسطس 1981 باشتاير في النمسا - ) هو لاعب كرة قدم نمساوي في مركز الوسط. لعب مع رابيد فيينا ولاسك لينتس ونادي كارنتين ونادي واكر إنسبروك (2002) ونادي ليوبن ‏.

## وصلات خارجية
- جيورج هاردينغ على موقع قاعدة بيانات كرة القدم.إي يو (الإنجليزية)
- جيورج هاردينغ على موقع بيانات كرة القدم. دي إي (الألمانية)
- جيورج هاردينغ على موقع Soccerway.com (الإنجليزية)